# 濊貊

濊貊

濊貊（わいはく、かいはく）は、中国の黒龍江省西部・吉林省西部・遼寧省から北朝鮮にかけて、北西から南東に伸びる帯状の地域に存在したとされる古代の種族。朝鮮民族の先祖たちとされる。同種の近縁である濊（薉とも表記される）と貊の2種族を連称したもの。周代以降の記録に濊・貊の名が見えるが、漢代に入り濊貊と記されるケースが増える。『漢書』食貨志では穢貊と表記される。

## 呼称
紀元前2世紀の中国東北部にいた「濊」「貊」は、濊貊・沃沮・高句麗・夫余の四種族の前身であり、現在の韓国江原道溟州にいた「東濊」は前漢代の中国東北部にいた濊の後裔とされる。
濊貊系とみられる集団は、他に沃沮・部類（符類、附類）・高夷・東濊などと、貊と同音または近似音の貉・北發・白民などがある。史書には、夫余の出自が濊とみられる記述があり、また貊を高句麗の別名または別種と記す。部類と夫余の上古音が同じ（Pĭwa ʎĭa）とする説もある、晋の孔晁は高句麗を高夷の子孫としている。
『後漢書』では、濊・沃沮・高句麗は元々朝鮮（衛氏朝鮮）の地に居たと記す。

## 歴史
以下は独自の国家を建国した夫余と高句麗を除く、濊・貊・沃沮・東濊についての記述。
燕の昭王（在位:前312 - 前279）の時代、燕は朝鮮候国と戦って西部の真番・朝鮮を奪い取り、上谷・漁陽・右北平・遼西・遼東の5郡を置き北東へ長城を築いたが、その際に近隣の貊も燕の支配下に組み込まれた。
前漢の元朔元年（前128年）当時、濊や沃沮は皆衛氏朝鮮に属していたが、薉（濊）君の南閭らは右渠に背き、28万人を率いて遼東郡に服属した。武帝はこの地を蒼海郡としたが、数年で廃止した。
武帝は元封3年（前108年）に朝鮮を討伐し、衛満の孫の衛右渠を殺すと、その土地を分け漢四郡（真番郡、臨屯郡、楽浪郡、玄菟郡）を置き、玄菟郡治を沃沮城に置いた。昭帝の始元5年（前82）臨屯と真番を廃止し楽浪郡、玄菟郡に併せた。
紀元前75年、貊族（夷貊）の攻撃を受けて玄菟郡治が北西の高句麗県へ移り、沃沮・濊貊は尽く楽浪の管轄へ移った。また、管轄範囲が広く遠いことから、濊貊・沃沮の住む単単大嶺の東側の部分に楽浪東部都尉を置き、不耐城を治所として嶺東七県（東暆県，不耐県，蚕台県，華麗県，耶頭昧県，前莫県，沃沮県）に分けて治めさせ、官吏は濊（東濊）の民が務めた。
後漢の建武6年（30年）、辺境の郡が整理され楽浪東部都尉も省かれた。その後、それぞれの県の渠帥（首長）が県侯に封じられ、不耐、華麗、沃沮の諸県はみな侯となった。
32年、光武帝は高句驪侯を高句麗王に昇格させ、濊貊は夫余国と高句麗国の二つの王国をもつことになった。濊貊（江原道）と沃沮（咸鏡道）は各地に首長が並立し統一国家は作らなかった。夷狄（濊貊・沃沮・高句麗）の間で争いが続き、不耐以外の侯国は滅びたが、不耐の濊侯だけは（晋の官吏としての）功曹や主簿などの官員を置き、今（晋代）も続いている。この不耐侯国の官吏はすべて濊人（東濊人）が務めた。沃沮の村落の渠帥は、皆が古の県国制に則り三老を自称していた。
魏の正始6年（245年）、楽浪太守の劉茂と帯方太守の弓遵は、領内の東濊が後漢末から高句麗に従属していたため軍を起こして討ち、不耐侯らは配下の邑落を挙げて降伏した。8年（247年）、魏の宮廷へ朝貢に詣でたため、詔を下し改めて不耐濊王の位が授けられた。濊王は一般の住民と雑居していて、季節ごとに郡の役所へ朝謁する。楽浪と帯方の二郡に軍征や特別の徴税があるときには、濊人（東濊）にも税や夫役が割り当てられ普通の住民のように待遇される。
中国吉林省通化市にある通化市博物館は、中国殷王朝出身で箕子朝鮮を建国した箕子を濊貊の始祖として描写している。

## 遺構
夫余となる集団が、松花江上流の弱水（奄利大水、現拉林河）を渡河して南へ移り建国する以前の、史書に名前が見える「濊城」（慶華古城、周囲約800m、前漢初期以前の築城、黒龍江省浜県）が発見されている。付近の吉林省にある西団山一帯からは、周代から漢代の時代とみられる遺跡が多数発掘されているが、この文化の担い手が濊貊系部族だったとされ、少数の青銅器、紋様の無い陶器、多数の農具や武器とみられる磨製石器などが出土している。
特徴的な点として、食器として用いられた陶器の形状「寸胴な底が深めの作り、尖った足（三足が多い）、壷の横にある耳状の装飾もしくは取手」、住居の多くが長方形をした半地下式な点、石棺に埋葬され男女それぞれ特徴的（斧・矢尻、織具・小刀）な副葬品が納められている点などがある。
また『三国志』及び『晋書』にも夫余の「濊城」の記載があり、これも吉林省の東団山一帯から周囲2㌔の濊城とみられる城が発掘されている。

## 習俗
東濊では山や川が重視され各々に境界があって、妄りに他所の山や川へ侵入しない。病死者が出ると、旧い家屋を棄て新居を造り直す。
沃沮の邑落に君王は居らず、長帥がいる。東濊に大君長はなく、漢代以来、候、邑君、三老が下戸（平民）を統治している。
東濊の言葉や風俗は大抵高句麗と同じであるが、衣服は異なる。上衣は男女共に曲領（まるくび）であり、男子は幅数寸の銀製の花文様を結びつける。沃沮の言語・飲食・住居・衣服は高句麗と似ているが、言語は時にやや異なる。
東濊の邑落の間で侵犯が起きると、罰として奴隷や牛馬を取り立てる。この制度を「責過」と呼ぶ。人を殺した者は死をもって罪を償わされる。略奪や泥棒は少ない。
沃沮の土地は肥沃で田には五穀がよく実り、また毛皮・布・魚・塩が採れる。高句麗では「貊弓」と呼ばれる好弓を産出する。東濊では、麻の栽培や養蚕によって麻布・綿布を織り、「楽浪の檀弓」と呼ばれる弓を産する。
沃沮では死者のために10余丈の棺を作り、土葬した後に骨のみを棺へ納める。一家は皆1つの棺に納められる。
言語、「濊貊語」については、後僅かしか現存しないため解っていない。現在の所『三国志』『三国史記』中に記載された不確実な80余の単語だけしか残されていない。

## 地図
左は紀元前1世紀頃の濊と貊の位置。右は2世紀頃の濊貊の位置。

## 参考資料
- 『逸周書』
- 陳寿『三国志』魏書巻三十
- 范曄『後漢書』東夷列伝第七十五
- 三国史記 溟州